# Військовий узвіз
Військовий узвіз — одна із вулиць Одеси, що пролягає дном Військової балки в історичному центрі. Починається від вул. Приморської і закінчується перетином із пров. Футуристів і початком вул. Гаванної.
На місці сучасного історичного центру міста були дві великі балки: Карантинна і Військова. Остання відділяла південну частину Одеси, де містилися так звані «присутствені місця» (державні установи, біржа, тощо), від північної, де були військові казарми (переважно вздовж сучасної вулиці Гоголя). Саме від військових казарм балка і дістала свою назву. Балка брала початок на місці сучасної Грецької площі і простягалася до порту. Через Військову балку було перекинуто кілька мостів. Найстарший із них — на місці перетину із пров. Футуристів і початком вул. Гаванної (не зберігся), інший — вулицею Дерибасівською, третій, найвідоміший — Сабанєїв міст.
Дном балки було прокладено узвіз, який вів до порту. У 1830 році цей узвіз дістав назву Портовий. Сучасну назву, військовий узвіз, вулиця дістала у 1849 році. Потім його назви постійно змінювалися. Так, у 1842 році використовується назва Гаванський узвіз, як дорога, що веде до гавані. З 1856 році використовується назва Сабанєїв (із варіантом Сабанєївський), від назви Сабанєїва мосту, перекинутого через балку. Існував навіть варіант Сабанський узвіз (вказується у 1861 і 1875), можливо в результаті плутанини із Сабанським провулком. На певний час закріпилася назва Гаванний узвіз (вказується у 1866). З 1867 року узвіз став частиною Гаванної вулиці, таким чином остання вела до самого порту. Розташування напроти узвозу Військової гавані порту дало привод для назви Військово-гаванний узвіз (у 1870). Потім вказувалися назви Воронцовський узвіз (1889) і Казенний узвіз (1908).
Після приходу до влади комуністів узвіз був названий Молокова (22.7.1934) на честь радянського полярного льотчика. У 1941 році узвіз повернув назву Військовий, але проіснувала вона лише до 1946 року, коли було повернено назву Молокова. У 1958 році вирішено назвати узвіз в честь французької учасниці і керівника Іноземної колегії, Жанни Лябурб, розстріляної на території Другого єврейського кладовища 1 березня 1919 року. 2 червня 1995 вулиці було повернено назву Військовий узвіз.